# Dverberg
Dverberg är en by i Andøy kommun i Nordland fylke i norra Norge. Den ligger på östsidan av ön Andøya och hade 2001 cirka 238 invånare. Förbi samhället löper norska riksväg 82, och strax norr om samhället ligger Dverbergs kyrka, en åttakantig träkyrka byggd 1843. Tidigare användes namnet Myre för samhället.
Byn Dverberg har tidigare utgjort centralort i dåvarande Dverbergs kommun som upprättades 1837 och motsvarade hela nuvarande Andøy kommun fram till 1924, då den delades i tre delar: Dverberg, Bjørnskinn och Andenes kommuner. Mellan 1924 och 1963 utgjordes Dverberg kommun endast av den nuvarande socknen Dverberg. De tre kommunerna slogs åter samman 1964 och bildade Andøy kommun.

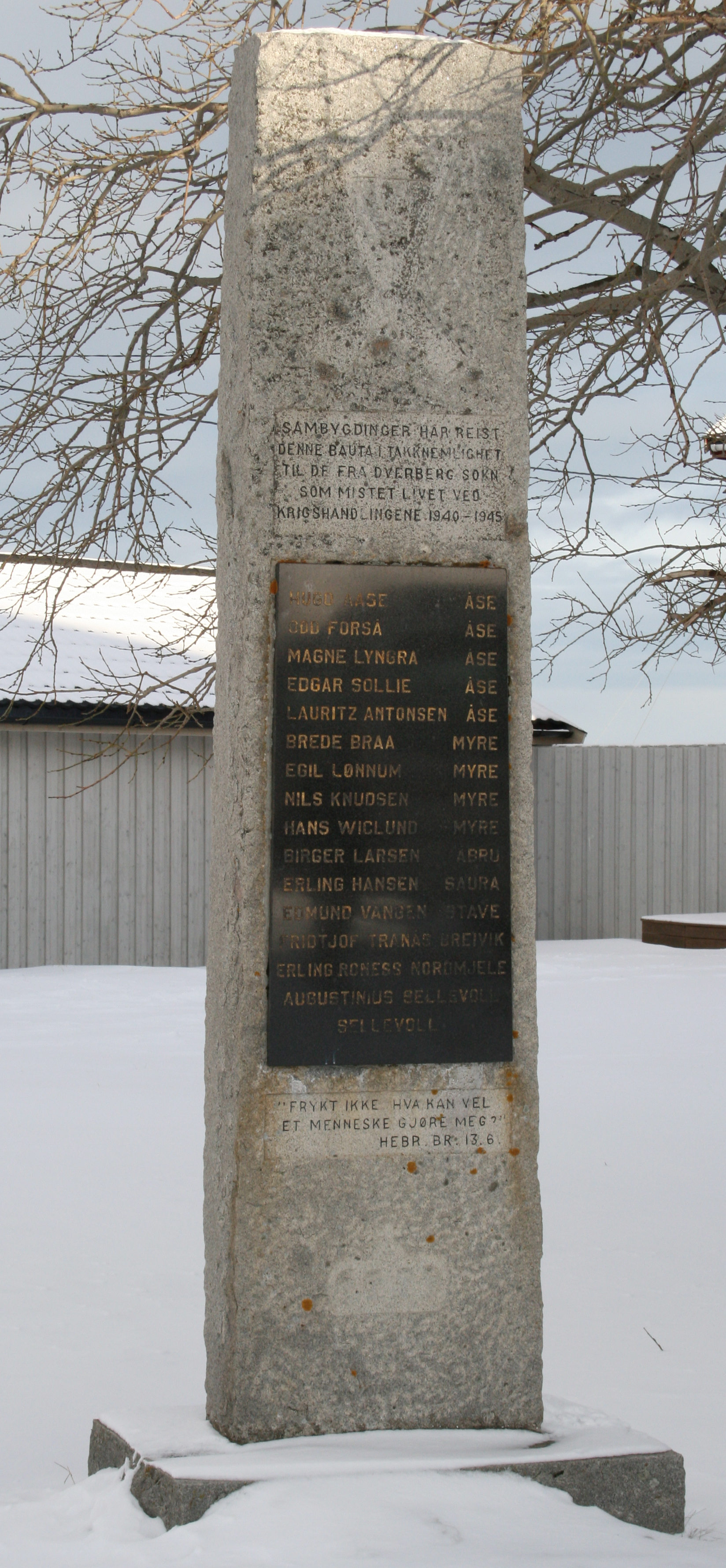
Minnesmärke över fallna från Dverberg under andra världskriget.